# پرسی بارتون
پرسیوال هری بارتون (به انگلیسی: Percival Harry Barton) (زادهٔ ۱۹ اوت ۱۸۹۵ - درگذشته اکتبر ۱۹۶۱) بازیکن فوتبال اهل کشور انگلستان بود که سابقهٔ بازی در تیم ملی فوتبال انگلستان را در کارنامهٔ خود دارد. وی در تاریخ ۲۱ مه ۱۹۲۱ نخستین بازی ملی خود را در مقابل تیم ملی فوتبال بلژیک انجام داد و با حضور در ۷ بازی ملی، در تاریخ ۲۲ اکتبر ۱۹۲۴ واپسین بازی ملی‌اش را در برابر تیم ملی فوتبال ایرلند شمالی برگزار کرد.